# Успенский Ольгов монастырь
Успенский Ольгов монастырь — бывший мужской монастырь Рязанской епархии Русской православной церкви на берегу Оки, в селе Льгово Рязанского района.

## История
Монастырь близ городка Льгова был основан предположительно незадолго до монгольского нашествия в 1220 году князем Ингварем Игоревичем, но в 1237 г. был сожжён татарами. Монастырю были приписаны 9 бортных земель и 5 погостов.
Первые достоверные сведения о монастыре относятся к середине XIV века, когда его обустройством занимались рязанский князь Олег Иванович и епископ Василий. Жалованую грамоту на села и монастырские земли князь Олег передал игумену Арсению.
Грамотой царя Алексия Михайловича от 9 июля 1651 года приписан к Саввино-Сторожевскому монастырю.
К началу XVII века монастырь пребывал в упадке: каменная церковь Успения пресвятой Богородицы в нем обвалилась, вместо нее был выстроен деревянный соборный шатровый храм. В XVII веке в Ольгове монастыре были церкви: соборная, в честь Успения Пресвятыя Богородицы, с приделом во имя преподобного Сергия, и тёплая, во имя святителя Николая чудотворца. Кроме того, на тот момент в монастыре были кельи игумена, келаря, казначея, шесть келейных мест и конюшенный двор. В 1666 году каменная церковь на месте развалившейся была перестроена иждивением князя Щетинина, и устроены новые приделы: во имя архистратига Михаила (переименован в середине XVIII века в придел в честь преподобного Палладия) и в честь Успения Божией Матери. Кроме того, при храме была выстроена архитектурно схожая с ним колокольня .
В конце XVII века при Ольгове монастыре значилось дворов крестьянских 181, с которых сбиралось ежегодной подати в Саввин монастырь более 120 рублей.
В ходе Секуляризационной реформы 1764 года Ольгов монастырь обращён в заштатный. За недостатком средств в начале XIX века поступали предложения упразднить обитель, однако благодаря помощи Николая Захаровича Апухтина монастырь был обновлен - в частности, был построен Троицкий храм с приделами, и двухэтажный корпус для братии.
В 1858 году в монастырской часовне была явлена Иверская икона Богоматери; она прославилась многими чудесами, о которых велась в обители запись.
В 1896 году монастырь был обращён в женский.
Перед 1917 в обители было 2 церкви: соборная — во имя Успения Богоматери (XVII века), а другая церковь была построена во имя Святой Троицы. В Успенском храме хранилась как святыня явленная Иверская икона Богоматери.
При монастыре была женская школа имени поэта Якова Полонского, прах которого до 1958 года покоился на кладбище монастыря.
Для богомольцев при монастыре была гостиница. После 1917 храмы монастыря были снесены, а на его территории создано пенитенциарное учреждение.

## Люди, связанные с монастырём
- Полонский, Яков Петрович (1819—1898) — русский поэт и прозаик. Был погребён в монастыре, но в 1958 году его могилу перенесли.
- Гавриил (Городков) (1785—1862) — архиепископ Рязанский и Зарайский. Настоятель монастыря (1858—1862 гг.). Здесь же был и погребён.
- Леонид (Зарецкий) (1802—1885) — епископ Екатеринославский и Таганрогский. В монастыре с 1864 года.
- Парфений (Нарциссов) (1831—1909) — священник Русской Духовной Миссии в Иерусалиме, первый игумен Елеонской общины. В монастыре с 1873 года по 1877.

| Имя        | Годы упоминания        |
| ---------- | ---------------------- |
| Арсений    | 1219                   |
| Иннокентий | 1522                   |
| Кассиан    | 1524                   |
| Измаил     | 1566                   |
| Трифон     | 1595-97                |
| Игнатий    | 1613-16                |
| Митрофан   | 1621-25                |
| Иосиф      | 1630, 1631             |
| Сергий     | 1635                   |
| Макарий    | 1636                   |
| Митрофан   | 1637                   |
| Сергий     | 1641, 1643             |
| Иосиф      | 1644                   |
| Сергий     | 1644-45                |
| Макарий    | 1648, 1649             |
| Никандр    | 1652 - май 1653        |
| Герман     | 1653, 1654             |
| Пафнутий   | 1660                   |
| Давид      | 1661                   |
| Зосима     | 1664                   |
| Дионисий   | 1665, 1666             |
| Исаия      | 1667, 1668             |
| Иона       | 1674, 1675             |
| Афанасий   | 1695, 1696             |
| Боголеп    | 1699                   |
| Трифиллий  | 1724                   |
| Мефодий    | 1764-76                |
| Антоний    | 1777-80                |
| Савва      | 1780 - 20 января 1789  |
| Иона       | 1789-91                |
| Павел      | 20 марта 1791 - 1812   |
| Мефодий    | 1812-14                |
| Пимен      | 1814                   |
| Иосиф      | 1815-18                |
| Августин   | 1818 - 15 февраля 1821 |
| Гедеон     | 1821-32                |
| Иоаким     | 1832-35                |
| Макарий    | 1835-37                |
| Киприан    | 1837-40                |
| Макарий    | 1740-42                |
| Иоасаф     | 1742-46                |
| Аарон      | 2 ноября 1746 - 1857   |
| Серапион   | 6 июня 1857 - 1862     |
| Иннокентий | с 1862                 |